# Gerhard Lognberg
Gerhard Lognberg (Skopun, 1950. május 23.) feröeri kézműves és politikus, a Javnaðarflokkurin tagja.

## Pályafutása
Kézműves szakképesítést szerzett. 1964-1967 között tengerészként dolgozott, ezt követően részben kézművességből élt 1998-ig. 1993 óta a sandoyi mentőszolgálat vezetője.
1984 óta Skopun község tanácsának tagja, 1984 és 1992 között a község alpolgármestere, azóta polgármestere. 2002-ben választották a Løgting tagjává, azóta 2004-ben és 2008-ban is újraválasztották. Az igazságügyi bizottság alelnöke.

## Magánélete
Szülei  Jóhanna szül. D. Poulsen és Sámal Petur Lognberg. Feleségével, Arna Lognberggel és három gyermekükkel együtt Skopunban él.

## Fordítás
- Ez a szócikk részben vagy egészben a Gerhard Lognberg című norvég Wikipédia-szócikk ezen változatának fordításán alapul.  Az eredeti cikk szerkesztőit annak laptörténete sorolja fel. Ez a jelzés csupán a megfogalmazás eredetét és a szerzői jogokat jelzi, nem szolgál a cikkben szereplő információk forrásmegjelöléseként.

## Külső hivatkozások
- Profilja, Løgtingið 150 - Hátíðarrit, p. 314. (feröeri)
- Profil Archiválva 2011. augusztus 9-i dátummal a Wayback Machine-ben, Løgting (feröeri)
- Profil, Javnaðarflokkurin (feröeri)